# Seda
Seda (németül: Sedde) iparváros Lettországban, az észt határ közelében.

## Fekvése
Seda Lettország északi részén, Valkától és az észt határtól 20 km található.

## Története
Sedát mint zöldmezős beruházást 1953-ban kezdték építeni, a környék tőzegmezőinek kitermelésére alapított vállalat dolgozóinak. A település az 1950-es és 1960-as évek szocialista építészeti stílusában épült (Kazincbarcikához vagy Tiszaújvároshoz hasonlóan). A tőzegbányába a Szovjetunió teljes területéről toborozták a dolgozókat, ennek következtében Seda lakosságának több mint kétharmada orosz anyanyelvű. A sedai tőzegbányát 1954-ben nyitották meg, ami 1993-ban részvénytársasággá alakult. Jelenleg közel 2000 hektáron folyik a tőzegtermelés, amit tengeri és vasúti úton szállítanak Európa szinte minden országába.
A település 1991-ben kapott városi jogokat. A 2009-es közigazgatási reformig Lettország Valka járásához tartozott.

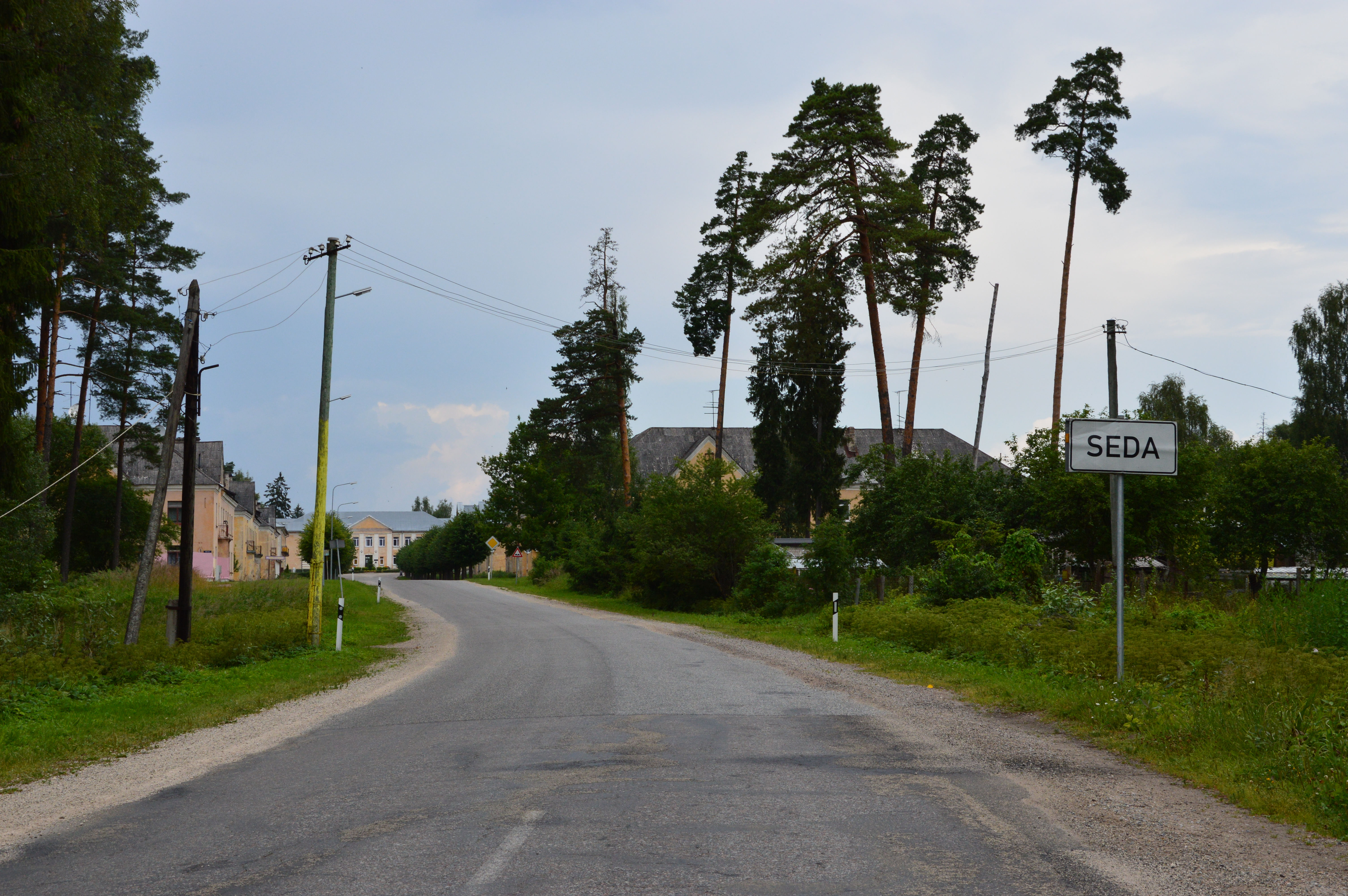
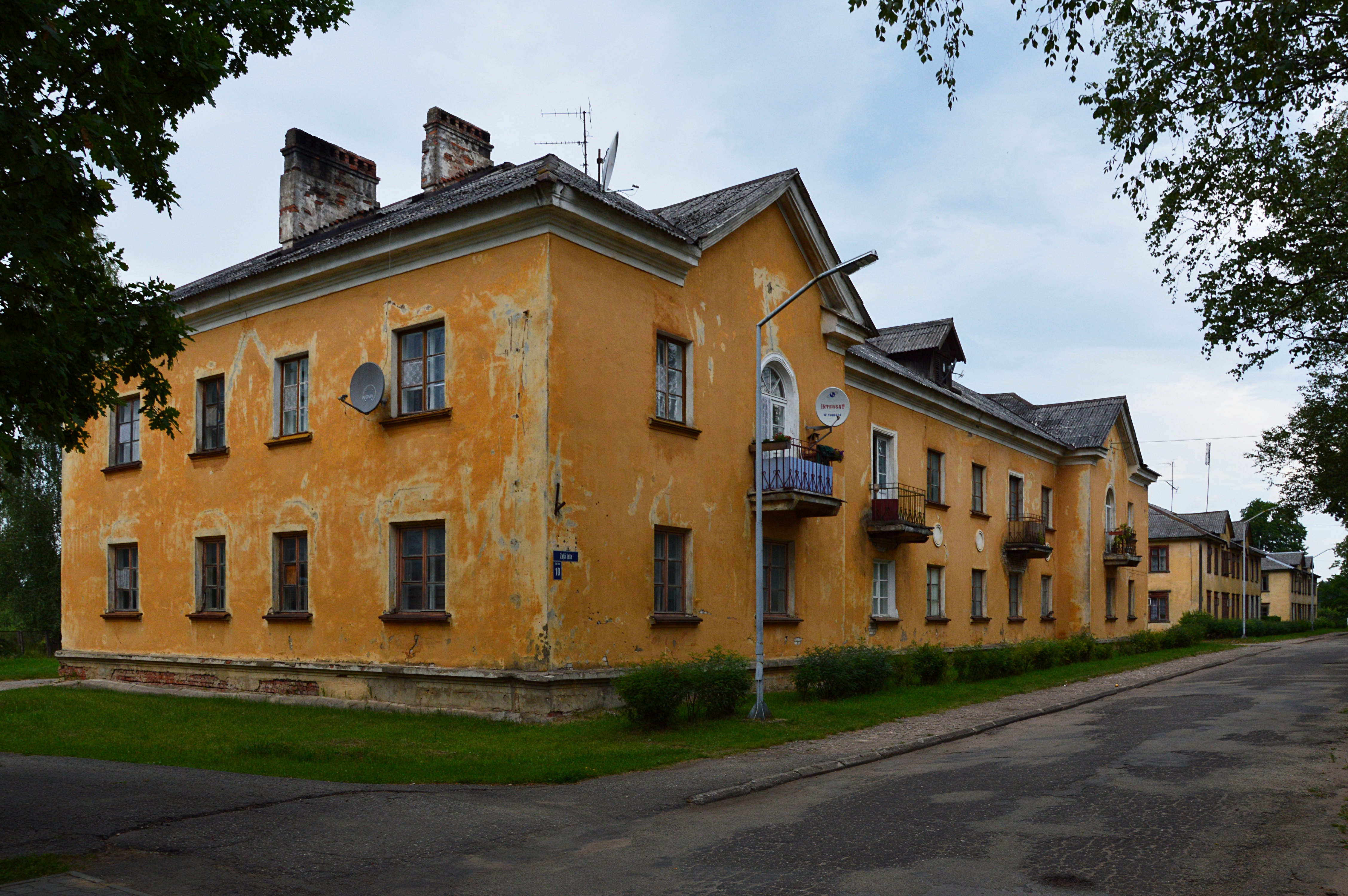
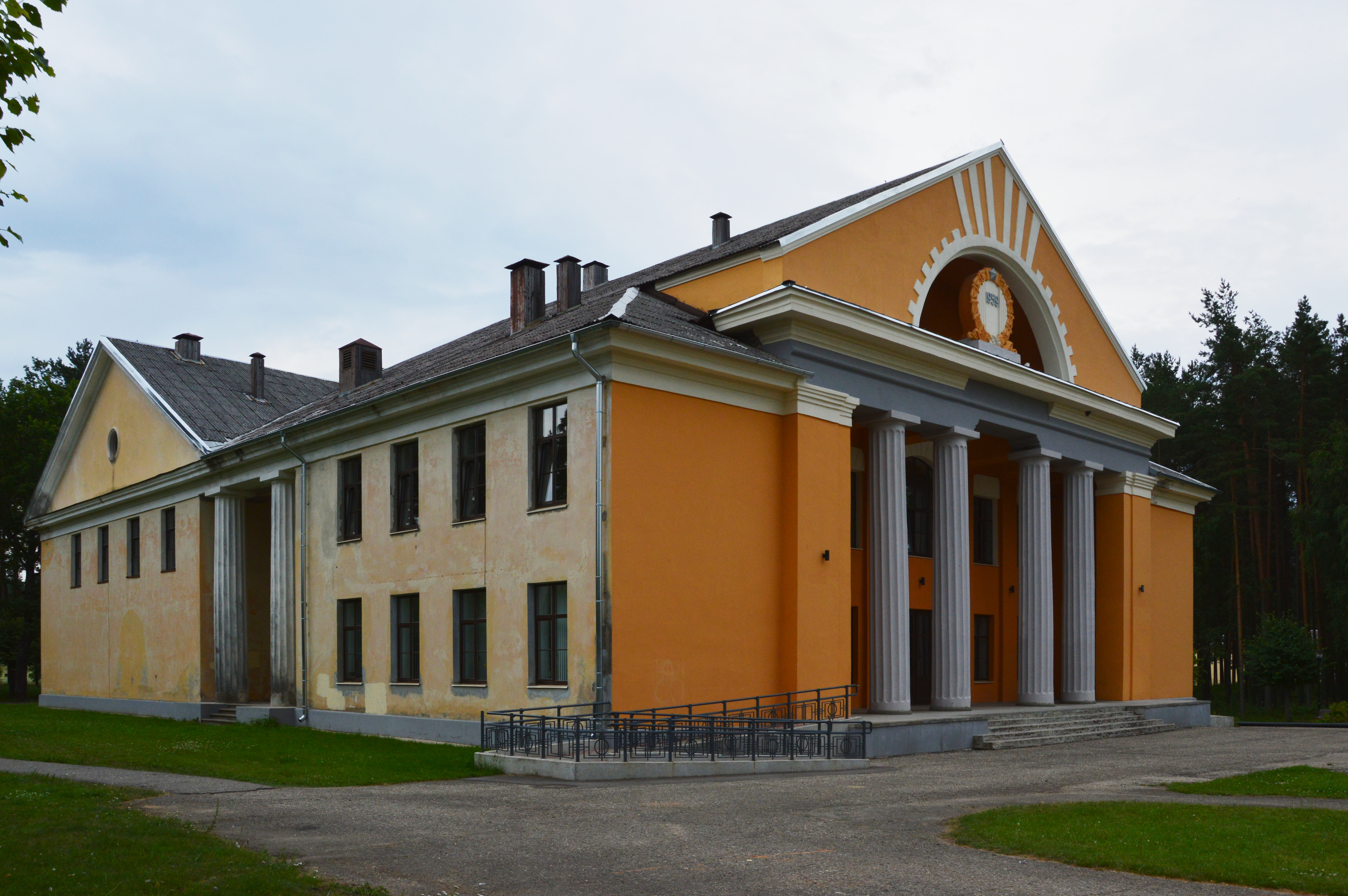
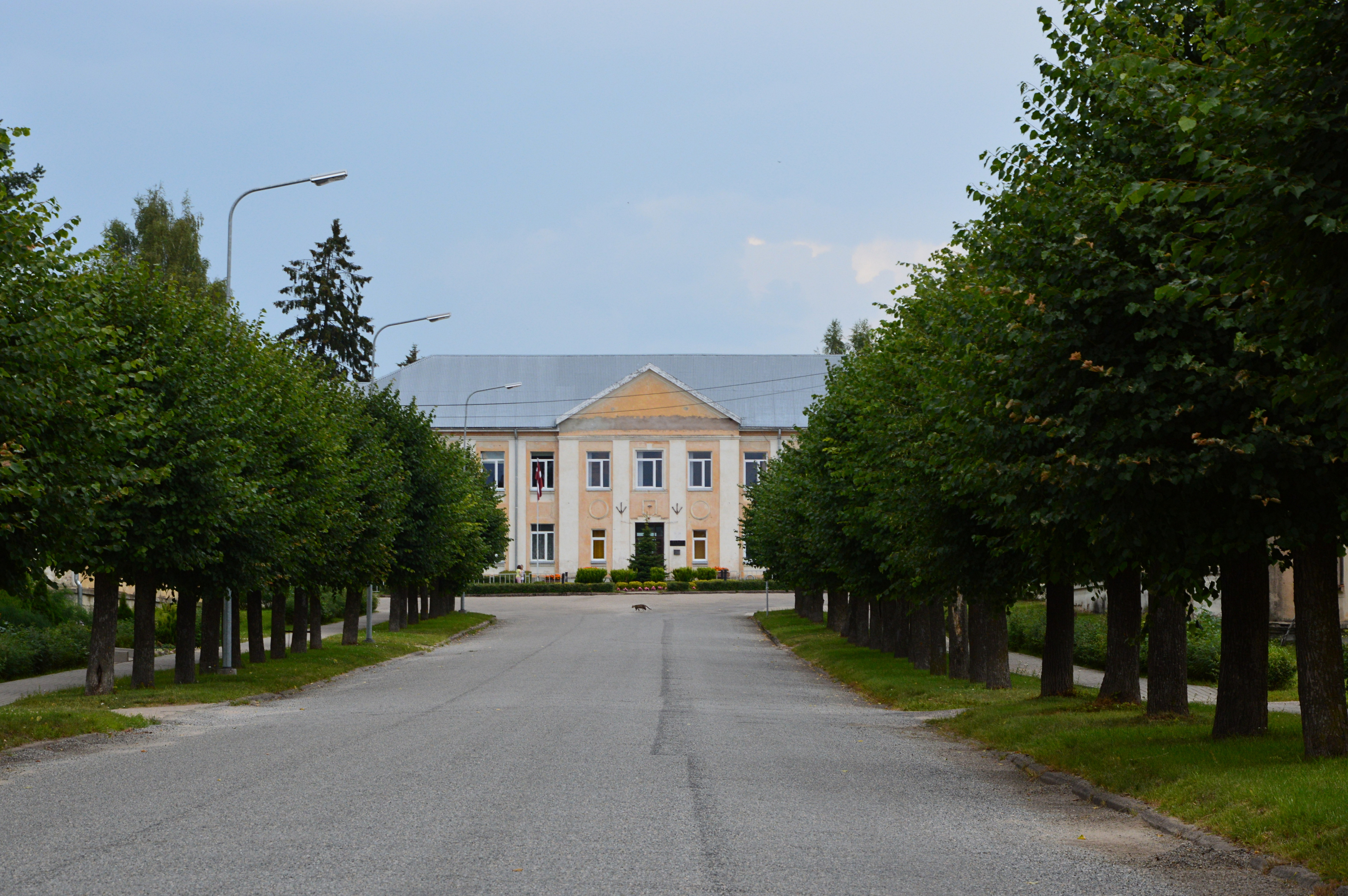

## Lakosság
Seda lakosságának 64,8%-a orosz, 18,9%-a egyéb nemzetiségű, a lettek mindössze 16,3%-ot tesznek ki.

## Külső hivatkozások
- JSC "Seda" tőzegbánya honlapja